# 吉田沙織 (アナウンサー)
吉田 沙織（よしだ さおり、1989年7月8日 - ）は、元九州朝日放送 (KBC) のアナウンサー。

## 来歴
山梨県甲府市出身。明治学院高等学校、明治学院大学社会学部社会学科卒業。
小学6年生の時にテレビ東京『TVチャンピオン』の小学生料理名人選手権に出場し、優勝する。また、高校在学中に気象予報士試験を受け、2008年3月に資格を取得する。進学後、2011年6月までホリ・エージェンシーに所属し、天野 さおりの名でタレント活動をしていた。また、大学在学中にはテレビ朝日アスクにも通い、BS朝日で放送の『News Access』に出演していた。
大学を卒業後、2012年4月に九州朝日放送に入社。同期の三澤澄也とともに同局のアナウンサーになる。2015年3月27日、入社以来出演し続けていた『アサデス。KBC』を卒業し、同時に九州朝日放送も退社した。
退社後、カリフォルニア州サンディエゴへ留学。一時日本へ帰国した後、2016年夏にロサンゼルスへ移住する。以後は、現地で出版・ウェブ関係の仕事に携わっている。

## 出演

### テレビ番組
- 世の中進歩堂（2009年7月 - 9月、BSジャパン）
- News Access（2011年7月 - 2012年2月、BS朝日） - 学生ニュースキャスター
- アサデス。KBC（2012年4月 - 2015年3月、九州朝日放送） - スポーツ担当キャスター

### 舞台
- ガールズミュージカル・アリババとモルギアナ王女（2009年10月、郡司企画★アプローズカンパニー） - タミア 役

### ネット配信番組
- 1%の情熱ものがたり（2018年 - 、Zero-Hachi Rock, Inc.） - アシスタント[11]